# جرجس جبارة
جرجس جبارة ممثل سوري (21 يناير 1953) ولد في مدينة اللاذقية، اشترك بتمثيل العديد من الأدوار في عدد من المسلسلات السورية، يشتهر بأدواره الكوميدية لما يمتلك من حس فكاهة وقدرة على إيصالها إلى المتلقي ويلقب بشرطي الدراما السورية.
درس الهندسة الزراعية وتخرج منها، متزوج ولديه ولدين هما جان وجاك ويقيمان في الإمارات العربية المتحدة.

## سيرته المهنية

### البدايات
خلال المرحلة الجامعية وطوال 15 عاماً كان يقوم بالمشاركة في بعض العروض المسرحية، حتى التقاه الفنان أيمن زيدان ورشحه لسهرة تلفزيونية بعنوان (ديب)، وكان دوره كومبارس واستمر في ذلك في عدة مسلسلات وسهرات تلفزيونية.

### التسعينات
انتقل جبارة من مرحلة ممثل كومبارس إلى ممثل في أدوار صغيرة، أولها كان مسلسل يوميات مرحة (1990) ثم تبعها بمسلسل الخشخاش إلى جانب النجمين سلوم حداد وعباس النوري، ومن ثم المسلسل الشهير نهاية رجل شجاع (1994) من إخراج نجدة إسماعيل أنزور، لكن النجومية بدأت حين اختاره المخرج هشام شربتجي لتأدية دور (أبو هلال رئيس المخفر) في مسلسل عيلة خمس نجوم (1994) وقد تميز الدور بتقديمه شخصية الشرطي بشكل كوميدي وتبعه هذا النمط في العديد من المسلسلات.

### 2000 حتى 2010
تنوعت مشاركات جبارة وبخاصة خارج مجال الكوميديا، ليؤدي شخصيات متنوعة فأدى شخصيات درامية كما في مسلسل صراع الزمن وتراجيدية وتاريخية كما في مسلسل سيف بن ذي يزن وبوليسية كما في مسلسل لغز الجريمة ومسلسل قصص الغموض. ومزج بين الشخصية التاريخية والكوميديا في مسلسل أعقل المجانين بدور القاضي شريح. وفي عام 2008 أدى جبارة أشهر أدواره على الإطلاق بشخصية أبو نادر في مسلسل ضيعة ضايعة. كما شارك بدور (أبو فارس حارس الحارة) في الجزء الثالث لمسلسل باب الحارة واستمر بهذا الدور في جميع الأجزاء اللاحقة، وقد منح الشخصية طابعا طريفاً من خلال سعيه لتزويج شباب الحارة بمساعدة زوجته.

#### أبو نادر في ضيعة ضايعة
أدى جبارة شخصية (أبو نادر رئيس المخفر)، وإلى جانب نجاح المسلسل بشكل عام، فقد نجح جبارة بأداء الشخصية ولاقت استحسان الجمهور والنقاد، هذا النجاح دفع جبارة للتصريح «بأنه يرفض مبدأ تأدية دور» الشرطي«بعد مسلسل» ضيعة ضايعة«خوفاً على نجاح هذه الشخصية وجماهيريتها». ومن العوامل التي ساهمت بنجاح الشخصية هي إتقانه لهجة المنطقة الساحلية والتي استخدمها في العديد من الأعمال، وعلى الرغم من ذلك كانت لديه بعض المخاوف في البداية من تأدية الشخصية كونه قدم دور الشرطي بشكل كوميدي في الكثير من الأعمال الدرامية.

### 2011 حتى الآن
تابع جبارة مشاركته في باب الحارة، وعاد للتعاون مع المخرج الليث حجو في المسلسل الكوميدي الخربة كضيف شرف بشخصية (نصار بو طاقين) في الحلقة الثامنة عشرة بعنوان (الفضائح لا تسقط بالتقادم)، حيث أدى شخصية مغترب يعود للاستثمار في قريته. كما شارك في مسلسل المصابيح الزرق المأخوذ عن رواية المصابيح الزرق (رواية) للروائي السوري حنا مينه. وشارك في عام 2018 بمسلسل الواق واق ب شخصية (الدكتور معيط) وهو رجل غني وصاحب رأس مال يحاول دوماً اقتناص الفرص لفرض سيطرته وتحقيق منافعه الشخصية، ولم يحقق المسلسل نجاحاً بسبب مشاكل في العرض وسوء التسويق.

## أعماله

### من المسلسلات
| - الفرسان الثلاثة كسر عضم - حارة القبه ١ - حارة القبه ٢ - على قيد الحب - نبض (مسلسل) - ببساطة (مسلسل) - ناس من ورق (مسلسل) - مسافة أمان (مسلسل) - كرم منجل (مسلسل) - كونتاك (مسلسل) - الواق واق (مسلسل) - هواجس عابرة (مسلسل) - قسمة وحب (مسلسل) - شوق (مسلسل) - أهل الغرام (مسلسل) - أزمة عائلية (مسلسل) - أحمر (مسلسل) - الندم (مسلسل) - دومينو (مسلسل) - نبتدي منين الحكاية (مسلسل) - أبو دزينة (مسلسل) - العراب (مسلسل) - مرايا - الخشخاش | - قلة ذوق وكثرة غلبة. - عالمكشوف. - كوابيس منتصف الليل (مسلسل) - عشتار. - أيام الولدنة. - ضيعة ضايعة. - بقعة ضوء. - باب الحارة - الجزء الثالث والرابع والخامس والسادس والسابع والثامن والتاسع. - عيلة ست نجوم. - عيلة خمس نجوم. - عيلة 7 نجوم - عيلة 8 نجوم. - دنيا. | - رومانتيكا - صايعين ضايعين - المصابيح الزرق - يوميات مدير عام - حارة على الهوا - حكايا الليل والنهار - حكم العدالة. - أسرار المدينة. - قانون ولكن - بطل من هذا الزمان - ضبوا الشناتي - أعقل المجانين (مسلسل) - الشمس تشرق من جديد - الحوت |

- جیران القمر

### أفلام
- درب السماء
- ولاد العم

## روابط خارجية
- جرجس جبارة على موقع قاعدة بيانات الأفلام العربية

- جرجس جبارة على قاعدة بيانات الأفلام على الإنترنت.
- يوتيوب: جرجس جبارة في مسلسل الخربة.
- يوتيوب: جبارة بشخصية أبو نادر (حلقة يأس) (الجزء الأول من ضيعة ضايعة).